# Peristernia aethiops
Peristernia aethiops is een slakkensoort uit de familie van de Fasciolariidae. De wetenschappelijke naam van de soort is voor het eerst geldig gepubliceerd in 1959 door Macpherson.